# Kolubarska bitka
Kolubarska bitka je bitka Prvog svjetskog rata u kojoj su sudjelovale vojske Austro-Ugarske i Srbije.
Nakon Cerske bitke, austro-ugarska vojska na čelu s generalom Oskarom Potiorekom kreće ponovo na Srbiju. Prikupivši snage Potiorek ovaj put napad vrši iz dva pravca, jedan ide preko Drine dok drugi preko Save na Beograd. Na drugoj strani Srbi se nalaze u teškoj situaciji, pored toga što neprijatelj napada na dva fronta vojsci je ponestalo hrane, odjeće, obuće, i povrh svega topničkog i puščanog streljiva.
Dana 6. studenog 1914. godine austro-ugarske trupe forsiraju Drinu i nastupaju prema Šumadiji dok srpski topovi šute zbog nedostatka streljiva. Vojska se nalazi u raspadnom stanju bježeći ispred moćnijeg neprijatelja. Da stanje bude gore za vojskom se povlači i narod. Koliko je teško stanje bilo govori i sjednica vlade i vrhovnog zapovjedništva u Valjevu gdje je vojvoda Putnik predlagao sklapanje primirja.
Tada na pozornicu stupa jedan od najvećih srpski vojskovođa, nekoliko puta umirovljeni general (tada) Živojin Mišić. Preuzevši od Petra Bojovića zapovjedništvo nad srpskom 1. armijom, Mišić uspijeva okupiti rasute i iznemogle postrojbe. Uspostavivši zapovjedni lanac Mišić protiv volje vrhovnog zapovjedništva i regenta Aleksandra povlači svoje postrojbe na položaj Kolubara-Suvobor-Ljig. Iako je ovim potezom morao predati Beograd austro-ugarskim snagama, Mišić dobiva na vremenu, odmara svoje snage, i dočekuje pošiljku topničkog streljiva.
Dana 3. prosinca 1. srpska armija kreće u odlučni protunapad te, iako malobrojne u odnosu na neprijatelja, srpske postrojbe pod vodstvom Živojina Mišića razbijaju austro-ugarsku 5. i 6. armiju, i odlučno ih tjeraju preko Drine u Bosnu. Srpske snage su zarobile oko 40 000 austro-ugarskih vojnika, oslobodile Beograd, a „mozak” ove bitke Živojin Mišić je dobio čin vojvode.
Nakon Kolubarske bitke koja je snažno odjeknula u Europi i svijetu, njemačke novine su pisale: Srbija je još jednom uskrsla iz groba Kosova polja i iz kolubarskog vrela crpit će tijekom čitavog jednog vijeka gordu hrabrost za najveće bitke.

## Vanjske poveznice
Sestrinski projekti
|  | Zajednički poslužitelj ima još gradiva o temi Kolubarska bitka |